# کیم وون هو
کیم وون هو (کره‌ای: 김원호؛ زادهٔ ۲ ژوئن ۱۹۹۹) بدمینتون‌باز اهل کره جنوبی است.